# Der Pflug und die Sterne
Der Pflug und die Sterne ist ein 1936 entstandenes, während des Osteraufstandes in Irland spielendes US-amerikanisches Filmdrama von John Ford nach dem Stück The Plough and the Stars von Seán O’Casey. Die Hauptrollen spielen Barbara Stanwyck und Preston Foster.

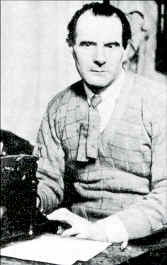
Verfasste die literarische Vorlage: Seán O’Casey

## Handlung
Irland im Weltkriegsjahr 1916: Die britischen Kräfte sind an der französisch-belgischen Front im Kampf gegen die Deutschen stark gebunden, als irische Freiheitskämpfer diese Situation als eine große Chance ansehen, sich endlich vom Joch jahrhundertelanger britischer Unterdrückung zu befreien. Auch der junge Jack Clitheroe will sich den Kämpfen der Oster-Rebellion (April 1916) anschließen und dies in gehobener Anführerposition. Aus Angst, dass er wie schon vor Jahren ihr Vater im Kampf für die irische Sache fallen könnte, hält Nora Clitheroe, die in Dublin eine Pension betreibt, die Nachricht, dass er zum Kommandanten der neuen Irish Citizen Army ernannt wurde, vor ihm geheim. Als Jack jedoch eine Meldung erhält, die ihm befiehlt, sich als Kommandant bei General Connolly zu melden, wirft er Nora vor, ihm aus purem Egoismus die Nachricht verschwiegen zu haben, und schließt sich dem Fackelzug und der Kundgebung der irischen Untergrundarmee an. Nach der Prozession treffen sich Jack und die irischen Armeeführer, um ihre Ansichten schriftlich niederzulegen und eine Erklärung der irischen Souveränität zu unterzeichnen. 
Als Nora und Jack zu einem Ausflug in den Stadtpark aufbrechen, wird Jack zu einem weiteren Treffen gerufen, bei dem General Connolly Pläne ankündigt, die Kontrolle über ein von den Briten besetztes Postamt zu übernehmen. Ein verzweifelter Kampf zwischen den schlecht bewaffneten Revolutionären und der britischen Armee im Postamt entbrennt. Hunderte von Dublinern beginnen Geschäfte zu plündern und bekämpfen sich gegenseitig. Nachdem Jack sich bereit erklärt hat, Nachrichten an die anderen Kommandanten weiterzuleiten, trifft er auf den von Kämpfen gezeichneten Straßen auf eine verzweifelte Nora. Trotz inständigen Bittens  weigert er sich, ihr nach Hause zu folgen. Der Kampf gegen den britischen Unterdrückungsapparat wird immer verzweifelter, und Nora ist vor Sorge geschwächt. 
Die Rebellen, die beim Postamt von der feindlichen Übermacht besiegt werden, weichen auf die Dächer aus, wo sie sich verstecken und auf britische Soldaten schießen. Vom Feind verfolgt, klettert Jack über die Dächer und schließlich in die Wohnung der Familie Gogan, die gerade einen Trauerfall – die junge Mollser Gogan verstarb an Tbc – zu beklagen hat. Indem er sein Gewehr in Mollsers Sarg versteckt, entgeht Jack der Verhaftung und kann wieder zu Nora zurückkehren. Als die Briten jedoch die irische „Pflug und Sterne“-Flagge vom Dach des Postamts herunterwerfen, schwört Jack Nora, dass der Kampf für Irlands Freiheit fortgesetzt werden müsse.

## Produktionsnotizen
Der Pflug und die Sterne entstand zwischen dem 8. Juli und dem 20. August 1936, die Querelen mit dem produzierenden Studio erzwangen zahlreiche Nachaufnahmen durch einen anderen Regisseur im Oktober desselben Jahres. Am 15. Januar 1937 wurde der Film uraufgeführt. Die Deutschland-Premiere war erst am 25. November 1994, als der Film im ZDF ausgestrahlt wurde.
Samuel J. Briskin wurde mit der Herstellungsleitung beauftragt. Van Nest Polglase gestalteten die Filmbauten, Carroll Clark assistierte ihm. Darrell Silvera war für die Ausstattung verantwortlich. 

## Kritiken
John Fords Nebenwerk, das wie schon zuvor das ungleich erfolgreichere Werk Der Verräter sich anhand von Einzelschicksalen mit Irlands leidvollem Kampf für eine staatliche Unabhängigkeit von Großbritannien befasst, erhielt bei seiner Premiere wie auch bei späteren Betrachtungen lediglich durchwachsene Kritiken. Nachfolgend mehrere Beispiele:

„Sean O'Caseys "The Plough and the Stars" ist in einer frei übersetzten Version auf die Leinwand der Radio City Music Hall gekommen, die einen Teil der Absicht des Stücks verwirklicht, aber mehr davon verfehlt hat.“

„Geschickt gemacht aber nicht bemerkenswert als Geldquelle.“

Das Lexikon des Internationalen Films konstatierte eine „Dramatische Liebesgeschichte in den Wirren des (Bürger-)Krieges, die unter Fords sichtlichem Zwiespalt leidet, auf Druck der Produzenten die Love-Story in den Vordergrund stellen zu müssen, während er selbst den Freiheitskampf seiner irischen Landsleute herausheben wollte. Kein Meisterwerk, aber wegen herausragender Darstellerleistungen und der packend-realistischen Straßenkampfszenen dennoch sehenswert.“
Der Movie & Video Guide sah hier eine „trostlose, theaterhafte Verfilmung“ des O‘Casey-Stücks, während Halliwell‘s Film Guide lediglich eine lediglich elementare Filmversion ausmachte, die eher aufgrund „ihrer Anstrengung interessiert  als wegen der Darstellung“.
“"Der Pflug und die Sterne" ist ein durch und durch einschläferndes Ereignis. Trotz der interessanten Geschichte ist es ein dramatischer Blindgänger, der John Fords schlechtester Spielfilm sein könnte.” Ford selbst gab dem Studio die Schuld, dass der Film kein Kassenerfolg wurde. Man hätte durch die erzwungenen Eingriffe den Film letztendlich ruiniert.